# Puutturi
Puutturi eller Puutturinjärvi är en sjö i Finland. Den ligger i kommunen Utajärvi i landskapet Norra Österbotten, i den centrala delen av landet, 500 km norr om huvudstaden Helsingfors. Puutturinjärvi ligger 104,9 meter över havet. Arean är 32,4 hektar och strandlinjen är 2,36 kilometer lång. Sjön  ingår i Uleälvens huvudavrinningsområde. 